# Delfines de Coatzacoalcos
Club Atlético Delfines de Coatzacoalcos – meksykański klub piłkarski z siedzibą w mieście Coatzacoalcos, w stanie Veracruz.

## Historia
Zespół został założony w 1997 roku i od razu przystąpił do rozgrywek trzecioligowych – Segunda División. Spędził w nich kolejne sześć sezonów i wygrał je w wiosennym sezonie Clausura 2003. To zaowocowało awansem na zaplecze najwyższej klasy rozgrywkowej – Primera División A. Tam ekipa Delfines występowała z kolei przez dwa lata, po czym, mimo początkowych dobrych wyników, spadła z powrotem do trzeciej ligi. Już w rozgrywkach Apertura 2005 drużyna wygrała jednak Segunda División i dzięki pokonaniu w decydującym dwumeczu po rzutach karnych klub Pumas Naucalpan powróciła do drugiej ligi. Zespół Delfines został rozwiązany w 2006 roku po sprzedaniu licencji ekipie Guerreros de Tabasco. W późniejszym czasie był reaktywowany i kilka sezonów spędził w czwartej lidze meksykańskiej.